# Tears Laid in Earth
Tears Laid in Earth (englisch Tränen in die Erde gelegt) ist das Debütalbum der norwegischen Atmospheric-Doom-Band The 3rd and the Mortal.

## Geschichte
Mit Tears Laid in Earth spielte The 3rd and the Mortal im Juli 1994 im Brygga Studio in Trondheim ihr Debütalbum unter der technischen Begleitung von Hans Petter Vik und Lars Lien ein. Nachdem die Band bereits für die EP Sorrow einen Vertrag mit dem norwegischen Label Voices of Wonder eingegangen war, behielt die Band diesen Kooperationspartner bei. Auch die Bandkonstellation änderte sich im Vorfeld der Aufnahme und Veröffentlichung nicht. So bestand The 3rd and the Mortal zur Aufnahme des Albums aus der Sängerin Kari Rueslåtten, die auf zwei Stücken Synthesizer spielte, den Gitarristen Geir Nilsen, Trond Engum und Finn Olav Holthe, dem Bassisten Bernt Rundberget sowie dem Schlagzeuger und Perkussionisten Rune Hoemsnes. Es war die letzte Veröffentlichung mit Rueslåtten, die danach eine Solokarriere antrat.

## Albuminformationen
Das am 21. Oktober 1994 erstmals veröffentlichte Tears Laid in Earth ist das erste Album der Band.

### Veröffentlichungen
Das Album enthält elf separate Stücke mit einer Gesamtspielzeit von 1:06:33. Das Album wurde 1994 von Voices of Wonder als CD und Doppel-LP veröffentlicht. Zwei Jahre später erschien eine erste offizielle MC-Version über Mystic Production. Weitere Neuauflagen des Albums folgten 2000, 2010 und 2021 als CD. Die jüngste dieser Neuauflagen erschien über Indie Recordings, während die vorherigen über Voices of Wonder herausgegeben wurden. Als Doppel-LP wurde Tears Laid in Earth 2017 über Alone Records und 2021 über Indie Recordings wiederveröffentlicht. Umfang oder Gestaltung des Albums wurden zur Wiederveröffentlichung nicht verändert.

### Gestaltung
Das dem Cover zugrundeliegende Foto eines aus Entfernung aufgenommenen einzelnen Laubbaums auf einer Horizontlinie stammt von Terje Hansen. Die Gestaltung übernahm der norwegische Keyboarder Paul Westum.
Das Bild wurde farblich variiert. Das untere Drittel des Bildes zeigt eine Wiese die in Orange gefärbt ist. Der auf der Mittellinie gelegene Laubbaum ist ebenfalls orange eingefärbt. Die beiden oberen Drittel zeigen einen entfernten Tannenwald als Hintergrund. Der gesamte Hintergrund ist derweil violett eingefärbt. In einer Variante der Gestaltung der CD-Version ist der Vordergrund ebenso wie der Baum grün eingefärbt.

### Stil
Getragen von der als klar und zerbrechlich beschriebenen Stimme von Rueslåtten, enthält die Musik einen bis dahin nicht gegebenen Klang im Spektrum des Doom Metal. Das Songwriting der Musik steht einem düsteren Progressive Rock nah, ist jedoch auch mit Elementen des Jazz und Post-Metal vergleichbar. The 3rd And The Mortal kombinierte solche, und weitere Einflüsse aus dem Dark Wave, in einem Stils zwischen Death Doom, Gothic Metal und Funeral Doom, der nachkommend als Prototyp des Atmospheric Doom galt. Alle Stücke vereinen der Fokus auf Atmosphäre, ein langsamer Rhythmus und die häufig hervorgehobene Gesangsstimme von Rueslåtten, der ein „ganz eigener Klang“ zugesprochen wird. Das Gitarrenspiel wird spärlich eingesetzt, weist jedoch schweres Riffing und komplexe Gitarrenharmonien auf. Der Rhythmus ist langsam mit „unaufdringlichen und zugleich einzigartigen Breaks“.

„Its guitar sound could be that of some Satanic Norwegian horde; its earthy tones could have been lifted from that first Anathema album; its inferences that all in life is abandoment and emptiness are ideas funeral doom bands base entire discographies on.
But it’s none of that, exactly and is, in fact much more.“

„Der Gitarrensound könnte der einer satanischen norwegischen Horde sein; die erdigen Töne hätten vom ersten Anathema-Album stammen können; die Überlegungen, dass alles im Leben Verlassenheit und Leere ist, sind Ideen, auf denen Funeral-Doom-Bands ganze Diskographien aufbauen.
Aber richtig ist es nichts davon und zugleich viel mehr als das.“

## Wahrnehmung
Das Decibel Magazine führte Tears Laid in Earth 2015 in der Sonderausgabe des Magazins Top 100 Doom Metal Albums of All Time auf Platz 77. Es stünde weit jenseits der Stereotype des Doom Metal und sei damit eine der am „wenigsten offensichtlichen“ Aufzählungen in der Liste. Dennoch als Teil des Doom-Metal-Spektrums wahrgenommen sei das Album „in einem Wort: magisch.“ In der für das Webzine Doom-Metal.com verfassten Banddarstellung wird Tears Laid in Earth als Basiswerk des Atmospheric Doom hervorgehoben. Gemäß Stefan Glas vom Rock Hard genoss die Band durch die Veröffentlichung als „Vorreiter dessen, was sich später als Gothic [Metal] einbürgern sollte“, vom Beginn ihrer Karriere an Kultstatus. Dabei wird die Band in weiteren Besprechungen explizit vom Klischee des Gothic Metal abgegrenzt, und als Pionier des Atmospheric Doom gelobt. Gemeinhin wird Tears Laid in Earth als innovativer Klassiker und jenseits der üblichen Genre-Einteilungen besprochen.